# Le Prénom (film)
Cet article concerne le film. Pour la pièce de théâtre dont il est tiré, voir Le Prénom.
Pour plus de détails, voir Fiche technique et Distribution.
Le Prénom est un film franco-belge co-écrit et co-realisé par Alexandre de La Patellière et Matthieu Delaporte, sorti en 2012 ; il est adapté de leur pièce éponyme.
Ayant totalisé 3 347 000 entrées au cinéma, il est devenu le troisième film français le plus rentable de 2012. Il est également nommé à cinq reprises aux César, remportant ceux du meilleur acteur et de la meilleure actrice dans des seconds rôles, pour Guillaume de Tonquédec et Valérie Benguigui.

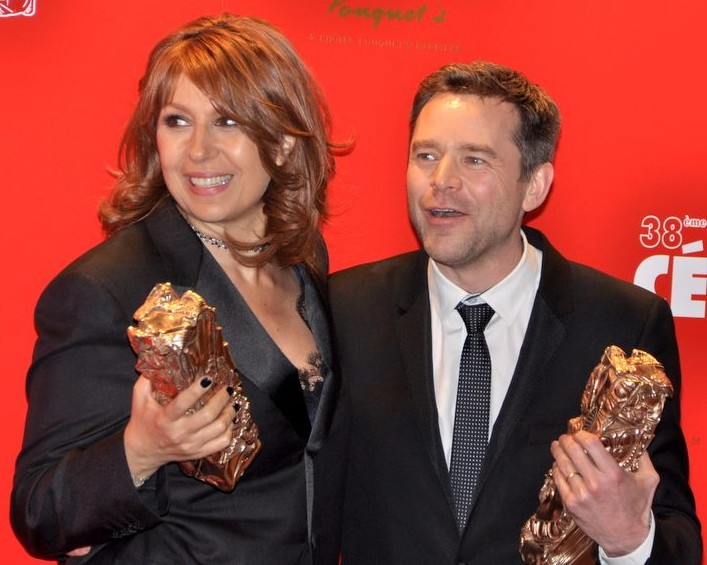
Valérie Benguigui et Guillaume de Tonquédec à la des César, en 2013.

Au cours d'une soirée, lors d'un dîner familial, l'un des convives annonce que son épouse et lui vont appeler « Adolphe » leur fils à naître. Cette déclaration provoque d'intenses débats sur les prénoms susceptibles d'être donnés ou non à des enfants. De fil en aiguille, les ressentiments et les non-dits vont être révélés et des règlements de compte vont avoir lieu.

## Synopsis
Élisabeth « Babou » Garraud-Larchet (Valérie Benguigui) et son époux Pierre Garraud (Charles Berling) sont enseignants. Elle est professeure de français au collège Paul-Valéry de Vincennes et syndiquée à la FSU. Lui est professeur de littérature à la Sorbonne et essayiste sans succès. Ils sont parents de deux enfants : Apollin, cinq ans, et Myrtille, douze ans. Le couple a invité à dîner trois personnes de son entourage : Vincent Larchet (Patrick Bruel), frère de Babou, qui est agent immobilier, l'épouse de ce dernier, Anna (Judith El Zein), enceinte de cinq mois, et Claude Gatignol (Guillaume de Tonquédec), ami d’enfance des Larchet et meilleur ami de Babou, musicien professionnel et premier trombone à l’Orchestre philharmonique de Radio France.
En attendant Anna qui est en retard en raison de son activité professionnelle, Vincent est invité par sa sœur et ses deux amis à donner des nouvelles de l'examen prénatal de son épouse. Les mêmes veulent ensuite savoir s'ils ont finalement trouvé un prénom pour leur futur fils. Il leur fait alors deviner avec comme indice que le prénom commence par la lettre A. Après les avoir un peu laissés chercher, il annonce, très enjoué, que le prénom choisi est Adolphe, en référence au personnage principal éponyme du roman de Benjamin Constant.
Une violente dispute éclate alors, car Pierre ne comprend pas qu'on puisse donner à un enfant le même prénom qu'Hitler, même s'il ne s'agit pas de la même orthographe. Babou est étonnée aussi et a même du mal à dire entièrement le prénom, envisageant de l'appeler « pitchoune ».
En l'absence de Pierre et Babou, qui se sont rendus dans la cuisine, Claude comprend par hasard, en remarquant le livre mal rangé avec le nom « Adolphe » bien visible, qu'il s'agit d'une blague. Le futur père confirme et explique que le choix est Henri, comme le père décédé de Vincent et de Babou. Il demande à son ami de se taire.
Les quatre convives débutent alors le repas, sans attendre Anna, mais de meilleure humeur. Lorsque la future maman prend place parmi les convives, elle apprend que le prénom a été donné, mais elle ne sait pas que son époux a donné un faux prénom pour rire aux dépens des hôtes. Elle ne comprend donc pas la réaction rugueuse de son beau-frère et de sa belle-sœur et la situation s'envenime rapidement, jusqu'à ce qu'Anna, pour se défendre, avoue à demi-mot qu'elle trouve que les prénoms des enfants de Pierre et Babou sont mal choisis.
La discussion dévie sur une mimique que Vincent fait inconsciemment quand il ne pense pas ce qu'il dit et la situation semble désamorcée, mais Pierre finit par relancer Vincent sur ce qu'il pense du prénom de ses enfants. Cela conduit Vincent à avouer à Pierre qu'il trouve que sa famille est « bobo ». Pierre avoue ensuite à Vincent qu'il le trouve égoïste et méprisant. Vincent est continuellement porté sur les farces depuis son enfance, appréciant particulièrement de se moquer d'autrui mais il ne supporte surtout pas qu'on se moque de lui. En retour, Vincent avoue à Pierre qu'il le trouve radin, et Claude semble d'accord. Pierre finit par révéler que Vincent surnomme Claude « la prune », en référence à la variété reine-claude, car tout le groupe pense qu'il est secrètement homosexuel.
Claude s'en défend et cela le conduit à révéler qu'il fréquente une femme depuis un certain temps. Anna, qui semble la connaître, incite Claude à révéler son secret. Tous commencent à croire que Claude a une liaison avec la future maman, ce qui est présenté par une série de visions de la liaison supposée entre eux deux. Claude avoue en fait avoir une liaison avec Françoise (Françoise Fabian), la mère de Babou et de Vincent. La situation lui permet de crever l’abcès et Claude se lance dans le récit de la naissance de sa passion et de son amour, tandis que ses amis restent stupéfaits et interloqués. Vincent, en particulier, a du mal à accepter cette liaison et une partie du récit de Claude le fait sortir de ses gonds. Il pousse violemment Claude qui tombe lourdement sur une table basse où se trouvaient les desserts.
Alors que chacun commence à relativement se calmer, Françoise téléphone à l'improviste. Sa fille vide son sac à son tour et règle ses propres comptes avec tous les convives : la découverte impromptue de la liaison secrète de sa mère et la déception de ne pas avoir été la confidente de Claude sur ce sujet, avoir été une sœur au service d'un frère adulé enfant à qui tous les caprices étaient pardonnés, être une épouse auto-sacrifiée à la réussite de son mari hypocrite et oublieux et mère de famille dévouée à ses enfants dont le père ne s'occupe jamais non plus. Elle part se coucher, laissant à son époux la responsabilité de la vaisselle à venir et des enfants. Vincent, dépassé, rappelle encore qu'il a juste voulu faire une blague.
Anna s'en va avec la voiture du couple pour raccompagner Claude chez lui après avoir commandé à Vincent de ne pas rentrer chez eux avant le lendemain et même de ne pas rentrer du tout s'il ne change pas de comportement. Les deux hommes finissent la soirée avec le mauvais rosé apporté par Claude, puis Pierre rejoint sa femme et laisse le salon à Vincent pour la nuit.
Quatre mois après, l'enfant de Vincent et d'Anna naît enfin, mais contrairement à ce qui leur avait été annoncé, c'est une fille. Les parents choisissent de l'appeler Françoise, prénom de la mère de Vincent et de Babou et l'annoncent à Claude, Françoise, Babou et Pierre, présents pour l'événement.

## Fiche technique
- Titre original : Le Prénom
- Titre anglophone : What's in a Name?[4]
- Réalisation et scénario : Alexandre de La Patellière et Matthieu Delaporte, adapté de leur pièce éponyme, Le Prénom
- Décors : Marie Cheminal
- Costumes : Anne Schotte
- Photographie : David Ungaro
- Son : Miguel Rejas
- Montage : Célia Lafitedupont
- Musique : Jérôme Rebotier, ouverture de Tannhäuser de Richard Wagner
- Production : Jérôme Seydoux et Dimitri Rassam
- Coproduction : Alexandre de La Patellière et Matthieu Delaporte
- Sociétés de production :
  -  Chapter 2, Pathé Films, TF1 Films Production, M6 Films, Fargo Films, Canal+ et Ciné +
  -  Nexus Factory, uFilm, uFund et Le Tax Shelter du Gouvernement Fédéral de Belgique
- Société de distribution : Pathé Distribution
- Pays d'origine :  France et  Belgique
- Langue originale : français
- Budget : 11 millions d'euros[2]
- Format : couleur — 2,35:1 — 35mm — son Dolby 5.1
- Genre : comédie
- Durée : 109 minutes
- Dates de sortie[5] :
  - Belgique, France : 25 avril 2012
  - États-Unis : 13 décembre 2013

## Distribution
- Patrick Bruel : Vincent Larchet, agent immobilier
- Valérie Benguigui : Élisabeth « Babou » Garraud-Larchet, professeure de français, sœur de Vincent
- Charles Berling : Pierre Garraud, professeur de littérature à la Sorbonne, mari de Babou
- Guillaume de Tonquédec : Claude Gatignol, ami d'enfance des Larchet et meilleur ami de Babou, musicien professionnel, premier trombone à l'Orchestre philharmonique de Radio France
- Judith El Zein : Anna Caravatti, épouse de Vincent, enceinte
- Françoise Fabian : Françoise Larchet, mère de Babou et de Vincent
- Yaniss Lespert : Jean-Jacques, le livreur de pizzas
- Juliette Levant : Myrtille Garraud-Larchet, fille ainée de Babou et de Pierre
- Alexis Leprise : Apollin Garraud-Larchet, fils cadet de Babou et de Pierre
- Miren Pradier : Sonia, l'infirmière
- Bernard Murat : l'obstétricien

## Production
Le film est l'adaptation de la pièce de théâtre Le Prénom, écrite par Matthieu Delaporte et Alexandre de La Patellière et mise en scène par Bernard Murat. Dès la première représentation, la pièce rencontre un véritable succès. Les droits d’adaptations sont vendus à d’autres pays dès la première semaine et pas moins d’un mois plus tard, les auteurs de la pièce sont sollicités par des producteurs de films en vue d’une adaptation cinématographique.
Dans une interview, les deux auteurs révèlent s'être inspirés de leur expérience personnelle. Alexandre de la Patellière explique : 

« On a effectivement vécu le fait que quand on annonce le prénom d’un enfant qui va naître, cela déverrouille chez les gens quelque chose et tout le monde a un avis, ce qui est normal ! Souvent des gens qui ne se mêlent pas de la vie des autres, d’un coup se permettent des commentaires »

Pour Matthieu Delaporte, « Le prénom c’est quelque chose de totalement intime, choisir le prénom de son enfant c’est une décision entre un homme et une femme. Souvent on le donne pour des raisons intimes, familiales, des références à des gens qu’on a connus, des héros de romans… Et quand on le choisit, cela devient la vitrine de cet enfant, cela lui est attaché. C’est une porte d’entrée incroyable vers l’intime et la famille ».
Les deux auteurs citent Les Bronzés, Le père Noël est une ordure, The Social Network et les comédies de Woody Allen comme influences principales.

## Musique
Sauf indication contraire ou complémentaire, les informations mentionnées dans cette section proviennent du générique de fin de l'œuvre audiovisuelle présentée ici.
Au début du film, en voix off, Vincent Larchet évoque deux chansons françaises : 
- Je te donne de Jean-Jacques Goldman et Michael Jones : « toutes leurs différences, tous ces défauts qui sont autant de chances »
- Je t'aime le lundi d'Edouardo : « Élisabeth et Pierre s'aiment le lundi, le mardi et les autres jours aussi »

Dans la première partie du film, Valérie Benguigui chante à tue-tête Vanina de Dave.

## Accueil

### Réception critique
Lors de sa sortie, Le Prénom rencontre un accueil critique favorable : le site Allociné lui attribue une moyenne de 3,2⁄5 (64 %), basé sur dix-neuf commentaires collectés. Dans les pays anglophones, 75 % des douze commentaires collectés par le site Rotten Tomatoes sont positifs, pour une moyenne de 5,3⁄10(53 %), tandis qu'il obtient un score de 66⁄100 (66 %) sur le site Metacritic, pour 6 commentaires.

### Box-office
- France : 3 347 000 entrées (20 semaines à l'affiche)[12]
- États-Unis : 8 111 $[13]
- Québec : 205 039 $[14]
- Mondial : 29 545 900 $[13],[15]

Distribué en France dans 457 salles la semaine de sa sortie, Le Prénom démarre à la seconde place du box-office avec 1 086 313 entrées, se positionnant derrière The Avengers au classement des meilleures entrées de la semaine. La semaine suivante, le film est distribué dans 42 salles supplémentaires et totalise 701 507 entrées, portant le cumul à 1 787 820 entrées. Toutefois, il chute à la troisième place, la seconde étant occupée par American Pie 4, sorti durant cette deuxième semaine d'exploitation du Prénom. Pour sa troisième semaine de présence à l'affiche, Le Prénom garde sa troisième position et gagne 115 salles supplémentaires par rapport à la semaine précédente, tout en totalisant 333 516 entrées, permettant ainsi d'atteindre le seuil des 2 millions d'entrées. Il atteint le seuil maximal de salles en quatrième semaine (705 salles) et reste en quatrième place durant deux semaines consécutives (quatrième et cinquième), portant le cumul à 2 773 694 entrées. Le Prénom franchit le cap des 3 millions d'entrées lors de sa septième semaine en salles. Finalement, après être resté vingt semaines dans les salles françaises, Le Prénom finit avec 3 347 000 entrées.
Distribué aux États-Unis dans 12 salles sous le titre What's In a Name?, Le Prénom totalise 8 111 $ en douze semaines. Les recettes mondiales atteignent près de 29 540 000 $.

### Diffusion télévision
Le film est diffusé le 30 novembre 2014 sur TF1. Il réunit 7,717 millions de téléspectateurs, soit une part de marché de 29,8%.

## Distinctions

### Récompenses
- Trophées du Film français 2013 : Trophée du public TF1
- Césars 2013 :
  - César du meilleur acteur dans un second rôle pour Guillaume de Tonquédec
  - César de la meilleure actrice dans un second rôle pour Valérie Benguigui
- Grand Prix Hydro-Québec 2012 au Festival du cinéma international en Abitibi-Témiscamingue

### Nominations
- Césars 2013 : 
  - César du meilleur film
  - César du meilleur acteur pour Patrick Bruel
  - César de la meilleure adaptation

## Autour du film
Le film est adapté en Italie, sous le titre Il nome del figlio réalisé par Francesca Archibugi avec Alessandro Gassmann, Micaela Ramazzotti, Valeria Golino, Luigi Lo Cascio et Rocco Papaleo. Dans cette adaptation, le nom envisagé pour le bébé n'est plus « Adolphe » mais « Benito », pour Benito Mussolini.
Bernard Murat qui joue l'obstétricien dans le film est le metteur en scène de la pièce de théâtre.
Le film est adapté en allemand, sous le titre Der Vorname (de). Réalisé par Sönke Wortmann et notamment avec Florian David Fitz, Janina Uhse et Caroline Peters, il sort en octobre 2018 en Allemagne.
Le Prénom est le dernier film de l'actrice Valérie Benguigui sorti de son vivant. Son film suivant intitulé Fiston sort en mars 2014, soit 6 mois après sa mort.